# Самуилово (област Стара Загора)
Вижте пояснителната страница за други значения на Самуилово.
Самуѝлово е село в Южна България, община Стара Загора, област Стара Загора.

## География
Село Самуилово се намира на около 25 km юг-югозападно от областния и общински център Стара Загора и 16 km източно от град Чирпан. Разположено е в Старозагорското поле на Горнотракийската низина. Надморската височина в центъра на селото е около 171 m. Климатът е преходно-континентален.
Северно от село Самуилово тече на изток Ездачевска река, десен приток на река Мартинка, а южно от селото тече десен приток на Ездачевска река.
Общински път води от село Самуилово на север през селата Михайлово, Борово и Ловец към село Калояновец, а на юг през село Осларка към град Меричлери.
Северно от селото на около километър е спирка „Самуилово“ на железопътната линия Пловдив – Бургас.
Землището на село Самуилово граничи със землищата на: село Воденичарово на северозапад; село Михайлово на североизток; село Козаревец на изток; село Димитриево на югоизток; село Осларка на югозапад; село Гита на запад.
Етническият състав на населението на село Самуилово по численост и дял на етническите групи според преброяването през 2011 г. е:
| Етнически групи     | Численост | Дял (в %) |
| Общо                | 213       | 100       |
| Българи             | 208       | 97,65     |
| Турци               | 0         | 0         |
| Цигани              | 5         | 2,35      |
| Други               | 0         | 0         |
| Не се самоопределят | 0         | 0         |
| Не отговорили       | 0         | 0         |

Числеността на населението на село Самуилово по данните от преброяванията от 1934 г. насам се променя както следва:
| \| Година на преброяване \| Численост \| \| --------------------- \| --------- \| \| 1934 \| 1394 \| \| 1946 \| 1200 \| \| 1956 \| 1189 \| \| 1965 \| 955 \| \| 1975 \| 700 \| \| 1985 \| 449 \| \| 1992 \| 392 \| \| 2001 \| 291 \| \| 2011 \| 213 \| \| 2021 \| 172 \| |           |
| Година на преброяване | Численост |
| 1934 | 1394      |
| 1946 | 1200      |
| 1956 | 1189      |
| 1965 | 955       |
| 1975 | 700       |
| 1985 | 449       |
| 1992 | 392       |
| 2001 | 291       |
| 2011 | 213       |
| 2021 | 172       |

През 1940 г. населена местност от село Самуилово е призната за село с наименование Осларка.

## История
След Руско-турската война 1877 – 1878 г. по Берлинския договор 1878 г. селото – тогава с име Саръ̀ Смаил, остава в Източна Румелия; присъединено е към България след Съединението 1885 г. Село Саръ̀ Смаил е преименувано на Самуилово през 1906 г.
Училище в село Саръ Смаил (Самуилово) се създава през 1888 г. с 3 учебни стаи. По данни от летописната книга първите учители са Колю Петков от село Малко Тръново и Мария Недялкова от Стара Загора. Издръжката на училището до 1912 г. е от общината. През 1928 г. по време на земетресението сградата на училището е разрушена; възстановена е през 1930 г. От 1926 г. училището разполага с 33,4 ha земя. От 1923 г. в училището има и прогимназиален клас. То действа и след 1944 г.
Църквата в селото е построена през 1892 г.
По-подробната история на село Самуилово, област Стара Загора може да се прочетете в www.bg-popfolk.com.

## Обществени институции
Село Самуилово към 2025 г. е център на кметство
Самуилово.
В село Самуилово към 2025 г. има:
- читалище „Развитие-1923 г.“;[11][12]
- православна църква „Св. св. Кирил и Методий“;[13]
- пощенска станция.[14]